# Casearia acuminata
Casearia acuminata là một loài thực vật có hoa trong họ Liễu. Loài này được DC. mô tả khoa học đầu tiên năm 1825.